# St. Brictius (Euenheim)

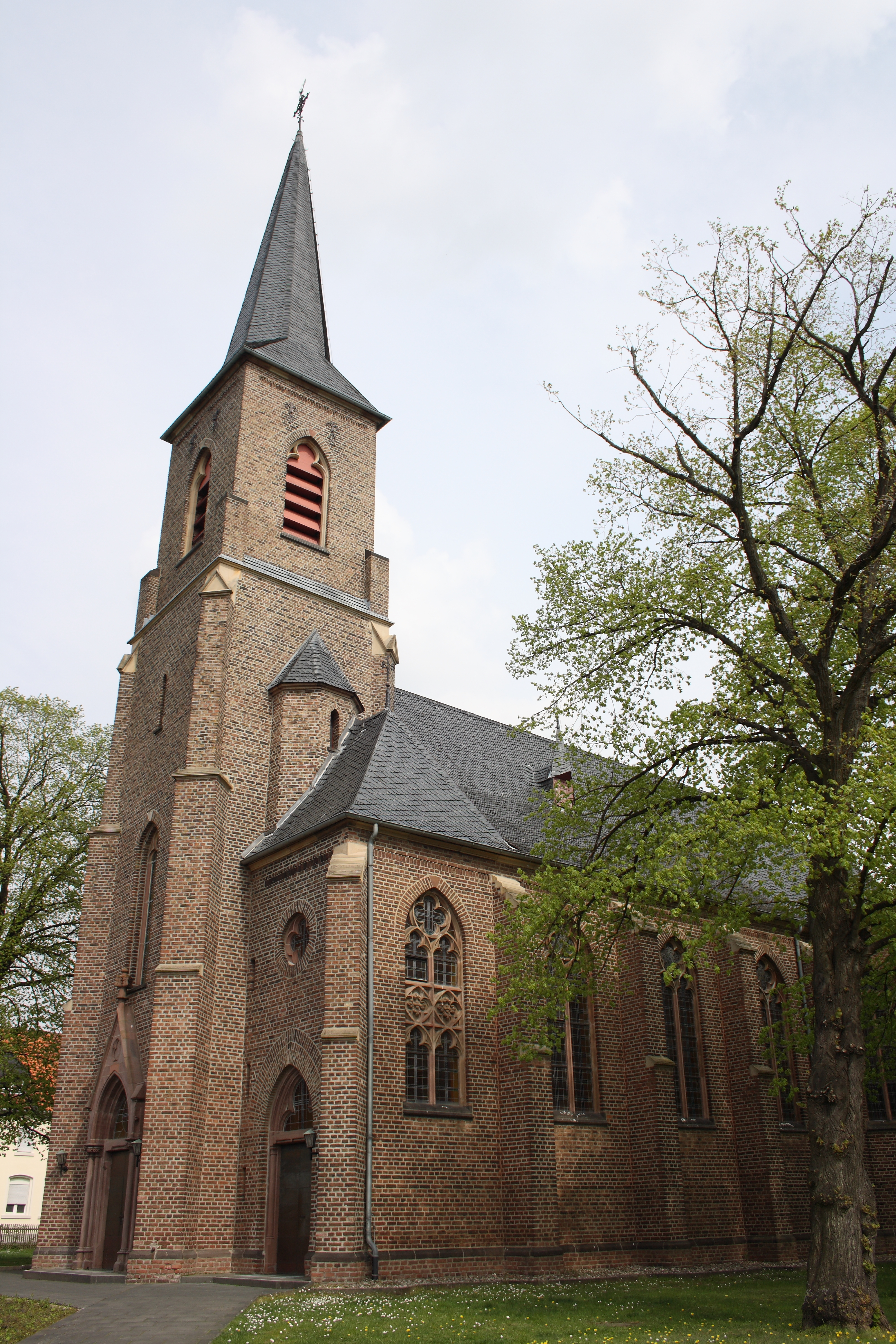
St. Brictius in Euenheim

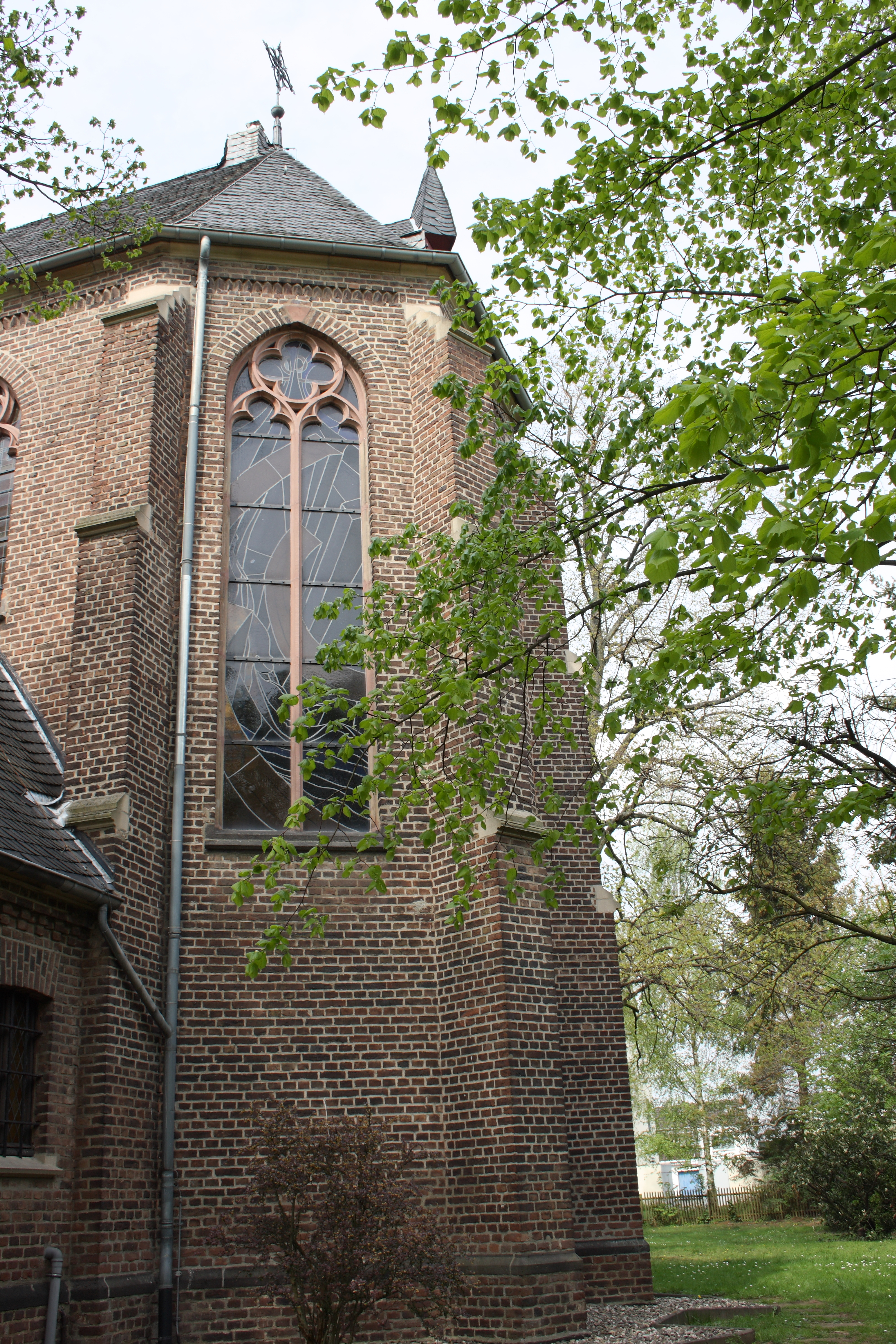
Chor der Kirche

Die katholische Pfarrkirche St. Brictius in Euenheim, einem Stadtteil von Euskirchen im Kreis Euskirchen (Nordrhein-Westfalen), wurde in den Jahren 1875/76 errichtet. Die dem heiligen Brictius geweihte Kirche ist ein geschütztes Baudenkmal. Sie gehört zur Pastoralen Einheit Euskirchen im Erzbistum Köln.

## Geschichte
Die alte einschiffige Kirche von 1711, für die das Kölner Ursulastift das Patronatsrecht besaß, war zu klein geworden und hatte keine Sakristei. Im Jahr 1869 fasste der Kirchenvorstand den Beschluss zum Neubau und beauftragte den Architekten August Carl Lange (1834–1884) mit der Planung. Die Kirche in Euenheim wurde 1875/76, also während des Weiterbaus des Kölner Domes und der damit verbundenen Gotikbegeisterung, errichtet. Die Weihe fand erst nach dem Kulturkampf am 4. Juni 1891 statt.

## Architektur
Die im neugotischen Stil errichtete Kirche ist eine dreischiffige Hallenkirche. Sie verbindet Ziegelmauerwerk in den Flächen mit Haustein an Basen, Kapitellen, Bögen, Gurten, Konsolen und im Fenstermaßwerk. Die ausgewogene Stellung der Säulen mit ihren Kapitellen in einer Arkadenreihe, die Scheidbögen zwischen den Schiffen, die Abfolge der Maßwerkfenster und der Querbögen in den Seitenschiffen sowie die Kreuzrippengewölbe gliedern das Langhaus. Die Seitenschiffe münden jeweils in Kapellen. Im Süden befindet sich die Sakristei und im Norden der Paramentenraum.

## Ausstattung
Der Architekt August Carl Lange erhielt 1880 auch den Auftrag zum Entwurf von Hochaltar, Nebenaltären, Kanzel und Kommunionbank. Der Hochaltar wurde 1883 von dem Kölner Bildhauer Mörs angefertigt, er ist mit einem Skulpturenschmuck versehen. Die in der Kirche verwahrte Hinterhauptreliquie des heiligen Brictius kam im Jahr 1896 nach Euenheim, sie ist in einem Kopfreliquiar gefasst.

## Bleiglasfenster
Die drei Chorfenster wurden 1994 von dem Bonner Künstler Egbert Verbeek (geb. 1953) entworfen.

## Orgel
Die Orgel stammt vom Kuchenheimer Orgelbauer Franz Joseph Schorn (1834–1905). Sie wurde nach 1895 eingebaut und ihr neugotischer Aufbau mit Maßwerk und Gesprenge hebt sich von der schlichten Orgelempore ab. Das Instrument verfügt über 16 Register auf zwei Manualen und Pedal.

## Glocken
Im Kirchturm hängt ein vierstimmiges Glockengeläut. Die Glocken wurden von der Glockengießerei Petit & Gebr. Edelbrock, Gescher gegossen.
| Glocke | Namen     | Gewicht ≈ | Durchmesser | Gussjahr | Schlagton |
| ------ | --------- | --------- | ----------- | -------- | --------- |
| 1      | Herz Jesu | 500 kg    | 964 mm      | 1954     | g′+3      |
| 2      | Maria     | 350 kg    | 860 mm      | 1954     | a′+3      |
| 3      | Brictius  | 260 kg    | 755 mm      | 1925     | c″+4      |
| 4      | Josef     | 140 kg    | 641 mm      | 1954     | d″+3      |